# Lijst van voetbalinterlands Liechtenstein - Luxemburg
Deze lijst van voetbalinterlands is een overzicht van alle voetbalwedstrijden tussen de nationale teams van Liechtenstein en Luxemburg. De landen hebben tot op heden zes keer tegen elkaar gespeeld. De eerste ontmoeting, een vriendschappelijke wedstrijd, was in Hesperange op 17 april 2002. De laatste wedstrijd, een kwalificatiewedstrijd voor het Europees kampioenschap voetbal 2024, werd gespeeld op 19 november 2023 in Vaduz.

## Wedstrijden
| № | Plaats     | Datum            | Competitie           | Wedstrijd                 | Uitslag |
| - | ---------- | ---------------- | -------------------- | ------------------------- | ------- |
| 1 | Hesperange | 17 april 2002    | Vriendschappelijk    | Luxemburg − Liechtenstein | 3 − 3   |
| 2 | Luxemburg  | 13 oktober 2004  | WK 2006 kwalificatie | Luxemburg − Liechtenstein | 0 − 4   |
| 3 | Vaduz      | 7 september 2005 | WK 2006 kwalificatie | Liechtenstein − Luxemburg | 3 − 0   |
| 4 | Luxemburg  | 7 oktober 2020   | Vriendschappelijk    | Luxemburg − Liechtenstein | 1 − 2   |
| 5 | Luxemburg  | 17 juni 2023     | EK 2024 kwalificatie | Luxemburg − Liechtenstein | 2 − 0   |
| 6 | Vaduz      | 19 november 2023 | EK 2024 kwalificatie | Liechtenstein − Luxemburg | 0 − 1   |

## Samenvatting
| Competitie        | Totaal gespeeld | Winst Liechtenstein | Gelijk | Winst Luxemburg | Doelsaldo Liechtenstein – Luxemburg |
| ----------------- | --------------- | ------------------- | ------ | --------------- | ----------------------------------- |
| WK-kwalificatie   | 2               | 2                   | 0      | 0               | 7 − 0                               |
| EK-kwalificatie   | 2               | 0                   | 0      | 2               | 0 − 3                               |
| Vriendschappelijk | 2               | 1                   | 1      | 0               | 5 − 4                               |
| Totaal            | 6               | 3                   | 1      | 2               | 12 − 7                              |

## Details

### Eerste ontmoeting
| Vriendschappelijk (Hesperange, Luxemburg, 17 april 2002): |              | |
| Luxemburg | 3 – 3        | Liechtenstein |
| Jeff Strasser 39' Marcel Christophe 69' Manuel Cardoni 83' | goals        | 7' Martin Stocklasa 25' Martin Stocklasa 38' Martin Stocklasa |
| Allan Simonsen | bondscoach   | Ralf Loose |
| Stéphane Gillet Frank Deville 54' Manou Schauls Paul Bollendorff 72' Eric Hoffmann Jeff Strasser Nico Funck Luc Holtz Manuel Cardoni Marcel Christophe Daniel Huss | opstellingen | Peter Jehle Martin Telser Daniel Hasler Harry Zech Michael Stocklasa 72' Thomas Nigg Martin Stocklasa Matthias Beck 90+3' Thomas Beck Frédéric Gigon 74' Ronny Büchel |
| Sacha Schneider 54' Fons Leweck 72' | wissels      | 72' Christof Ritter 74' Franz Burgmeier 90+3' Fabio D'Elia |
| | gele kaarten | |
| | rode kaarten | ??', 44' Frédéric Gigon 68' Matthias Beck |

### Tweede ontmoeting
| WK 2006 kwalificatie (Luxemburg, Luxemburg, 13 oktober 2004): |       |                                                                                     |
| Luxemburg                                                     | 0 – 4 | Liechtenstein                                                                       |
|                                                               | goals | 41' Martin Stocklasa 44' Franz Burgmeier 57' (pen.) Mario Frick 85' Franz Burgmeier |

### Derde ontmoeting
| WK 2006 kwalificatie (Vaduz, Liechtenstein, 7 september 2005): |       |           |
| Liechtenstein                                                  | 3 – 0 | Luxemburg |
| Mario Frick 38' Benjamin Fischer 77' Thomas Beck 90'           | goals |           |

### Vierde ontmoeting
| Vriendschappelijk (Luxemburg, Luxemburg, 7 oktober 2020): |       |                                               |
| Luxemburg                                                 | 1 – 2 | Liechtenstein                                 |
| 72' Gerson Rodrigues                                      | goals | 23' Franz Burgmeier 61' (pen.) Nicolas Hasler |

### Vijfde ontmoeting
| EK 2024 kwalificatie (Luxemburg, Luxemburg, 17 juni 2023): |       |               |
| Luxemburg                                                  | 2 – 0 | Liechtenstein |
| 59' Danel Sinani 89' Gerson Rodrigues                      | goals |               |

LFV · A-internationals · Bondscoaches · Statistieken · Liechtensteins vrouwenelftal · Liechtenstein U21 · Liechtenstein U19 · Liechtenstein U18 · Liechtenstein U17 · Liechtenstein U16
1980 – 1989 ·
1990 – 1999 ·
2000 – 2009 ·
2010 – 2019 ·
2020 − 2029
1981 · 
1982 · 
1983 · 
1984 · 
1985 · 
1986 · 
1987 · 
1988 · 
1989 · 
1990 · 
1991 · 
1992 · 
1993 · 
1994 · 
1995 · 
1996 · 
1997 · 
1998 · 
1999 · 
2000 · 
2001 · 
2002 · 
2003 · 
2004 · 
2005 · 
2006 · 
2007 · 
2008 · 
2009 · 
2010 · 
2011 · 
2012 ·
2013 ·
2014 ·
2015 ·
2016 ·
2017 ·
2018 ·
2019 ·
2020 ·
2021 ·
2022 ·
2023 ·
2024
Albanië ·
Andorra ·
Armenië ·
Australië ·
Azerbeidzjan ·
België ·
Bosnië en Herzegovina ·
China ·
Denemarken ·
Duitsland ·
Engeland ·
Estland ·
Faeröer ·
Finland ·
Georgië ·
Gibraltar ·
Griekenland ·
Hongarije ·
Hongkong ·
Ierland ·
IJsland ·
Indonesië ·
Israël ·
Italië · 
Kaapverdië ·
Kazachstan ·
Kroatië ·
Letland ·
Litouwen ·
Luxemburg ·
Malta ·
Moldavië ·
Montenegro ·
Nederland ·
Noord-Ierland ·
Noord-Macedonië ·
Oostenrijk ·
Polen ·
Portugal ·
Qatar ·
Roemenië ·
Rusland ·
San Marino ·
Saoedi-Arabië ·
Schotland ·
Slowakije ·
Spanje ·
Thailand ·
Togo ·
Tsjechië ·
Turkije ·
Verenigde Staten ·
Wales ·
Wit-Rusland ·
Zweden ·
Zwitserland
FLF · A-internationals · Bondscoaches · Statistieken · Luxemburgs vrouwenelftal · Luxemburg U21 · Luxemburg U19 · Luxemburg U18 · Luxemburg U17 · Luxemburg U16
1911 – 1919 ·
1920 – 1929 ·
1930 – 1939 ·
1940 – 1949 ·
1950 – 1959 ·
1960 – 1969 ·
1970 – 1979 ·
1980 – 1989 ·
1990 – 1999 ·
2000 – 2009 ·
2010 – 2019 ·
2020 − 2029
OS 1920 · 
OS 1924 · 
OS 1928 · 
OS 1936 · 
OS 1948 · 
OS 1952
1911 · 
1912 · 
1913 · 
1914 · 
1915 · 1916 · 1917 · 1918 · 1919 · 
1920 · 
1921 · 1922 · 1923 · 
1924 · 
1925 · 1926 · 
1927 · 
1928 · 
1929 · 1930 · 1931 · 1932 · 1933 · 
1934 · 
1935 · 
1936 · 
1937 · 
1938 · 
1939 · 
1940 · 
1941 · 1942 · 1943 · 1944 · 
1945 · 
1946 · 
1947 · 
1948 · 
1949 · 
1950 · 
1952 · 
1952 · 
1953 · 
1954 · 
1955 · 
1956 · 
1957 · 
1958 · 
1959 · 
1960 · 
1961 · 
1962 · 
1963 · 
1964 · 
1965 · 
1966 · 
1967 · 
1968 · 
1969 · 
1970 · 
1971 · 
1972 · 
1973 · 
1974 · 
1975 · 
1976 · 
1977 · 
1978 · 
1979 · 
1980 · 
1981 · 
1982 · 
1983 · 
1984 · 
1985 · 
1986 · 
1987 · 
1988 · 
1989 · 
1990 · 
1991 · 
1992 · 
1993 · 
1994 · 
1995 · 
1996 · 
1997 · 
1998 · 
1999 · 
2000 · 
2001 · 
2002 · 
2003 · 
2004 · 
2005 · 
2006 · 
2007 · 
2008 · 
2009 · 
2010 · 
2011 · 
2012 · 
2013 · 
2014 · 
2015 ·
2016 ·
2017 ·
2018 ·
2019 ·
2020 ·
2021
Afghanistan ·
Albanië ·
Algerije ·
Armenië ·
Azerbeidzjan ·
België ·
Bosnië en Herzegovina ·
Brazilië ·
Bulgarije ·
Canada ·
Cyprus ·
DDR ·
Denemarken ·
(West-)Duitsland ·
Egypte ·
Engeland ·
Estland ·
Faeröer ·
Finland ·
Frankrijk ·
Gambia ·
Georgië ·
Griekenland ·
Hongarije ·
Ierland ·
IJsland ·
Israël ·
Italië ·
Japan ·
Joegoslavië ·
Kaapverdië ·
Kameroen ·
Kazachstan ·
Letland ·
Liechtenstein ·
Litouwen ·
Madagaskar ·
Malta ·
Marokko ·
Mexico ·
Moldavië ·
Montenegro ·
Myanmar ·
Nederland ·
Nigeria ·
Noord-Ierland ·
Noord-Macedonië ·
Noorwegen ·
Oekraïne ·
Oostenrijk ·
Polen ·
Portugal ·
Qatar ·
Roemenië ·
Rusland ·
San Marino ·
Saoedi-Arabië ·
Schotland ·
Senegal ·
Servië ·
Servië en Montenegro ·
Slovenië ·
Slowakije ·
Sovjet-Unie ·
Spanje ·
Thailand ·
Togo ·
Tsjechië ·
Tsjecho-Slowakije ·
Turkije ·
Uruguay ·
Verenigde Staten ·
Wales ·
Wit-Rusland ·
Zuid-Korea ·
Zweden ·
Zwitserland